# نوريس جاي لاسي
نوريس جاي لاسي (بالإنجليزية: Norris J. Lacy)‏ هو مؤرخ أمريكي، ولد في 1940.